# Оберг, Георг
Георг Оберг (швед. Nils Georg Åberg) — шведский легкоатлет, который на олимпийских играх 1912 года выиграл серебряную медаль в тройном прыжке — 14,51 м и бронзовую медаль в прыжках в длину, показав результат 7,18 м. Чемпион Швеции в прыжках в длину в 1912, 1913 и 1915 годах, серебряный призёр в 1911 и 1917 годах.